# Бух, Николай Константинович
Николай Константинович Бух (6 ноября 1853 — после 1934) — русский революционер-народник. Кличка «Иван Васильевич». Из семьи высокопоставленного чиновника. Брат — Бух, Лев Константинович.

## Биография
В 1873 году поступил в Медико-хирургическую академию; включился в революционное движение в Петербурге. В 1874 году принимал участие в «хождении в народ», бросив учёбу в академии и перейдя на нелегальное положение. Не был разыскан и потому не судим на «Процессе ста девяноста трёх». Входил в бакунистский кружок самарцев (Н. Головина, П. Чернышев, Л. Городецкий и др.).
В 1875 году вошёл в кружок киевских бунтарей. В 1877—1878 годах работал в тайной типографии, печатавшей «Начало». В 1878 году после передачи типографии землевольцам вновь участвовал в её работе.
В августе 1879 году принят в «Землю и Волю» и после раздела организовал типографию «Народной Воли» в Сапёрном переулке. Был избран членом Исполнительного комитета «Народной воли».
18 января 1880 года оказал вооружённое сопротивление при аресте. По Процессу шестнадцати приговорён к 15 годам каторги, которую отбывал на Каре. В 1895 году вернулся из Сибири. До конца 1917 году примыкал к эсерам.
После Октябрьской революции жил в Харькове. Умер после 1934 года.

## Воспоминания
- Бух Н. К. Автобиография // Деятели СССР и революционного движения России: энциклопедический словарь Гранат. Москва: Советская энциклопедия, 1989.
- Бух Н. К. Воспоминания / предисл. Феликса Кона. М.: Изд-во Всесоюзн. Общ-ва политкаторжан и сс.-поселенцев, 1928. 199 с. (онлайн-версия на сайте РГБ)
- Бух Н. К. Первая типография «Народной Воли» // Каторга и ссылка. 1929. № 8-9. С. 54-93.
- Бух Н. К. В Петропавловской крепости // Каторга и ссылка. 1930. № 7 (68). С. 113—125; № 11 (72). С. 98-114.
- Бух Н. К. Первый процесс народовольцев // Каторга и ссылка. 1931. № 7(80) С. 108—141.
- Бух Н. К. На каторжном положении // Каторга и ссылка. 1931. № 11-12 (84-85). С. 190—209.
- Бух Н. К. Подпольный революционер — великий ученый [о Е. С. Федорове] // Каторга и ссылка. 1930. № 10 (71). С. 194—195.
- Бух Н. К. Рачковский // Летопись революции. 1922. № 1. С. 208—215.